# 라파엘 데베르스
라파엘 칼카노 데베르스(Rafael Calcano Devers, 1996년 10월 24일 ~ )는 도미니카 공화국의 야구 선수로, 메이저 리그에 소속되어 있는 샌프란시스코 자이언츠의 3루수이다.